# قطب‌نمای جادو
قطب‌نمای جادو یکی از موضوعات محوری سری فیلم‌های دزدان دریایی کارائیب است که متعلق به جک اسپارو می‌باشد.

## شرح فیلم
قطب‌نمای جادو به هیچ وجه شمال را نشان نمی‌دهد (یعنی کارهایی که همهٔ قطب‌نماها می‌کنند) اما چیزی بسیار ارزشمندتر از شمال را نشان می‌دهد. قطب‌نما چیزی را نشان می‌دهد که دارندهٔ آن واقعاً می‌خواهد.
در جایی از فیلم اول (نفرین مروارید سیاه) ویل ترنر از آقای گیبز دربارهٔ کار آن قطب‌نما می‌پرسد و می‌گوید که آن قطب‌نما که شمال را نشان نمی‌دهد! و گیبز در پاسخ به او می‌گوید: درسته ولی ما که نمی‌خواهیم شمال را پیدا کنیم!
در این شکی نیست که آن قطب‌نما متعلق به جک اسپارو است ولی در صحنه‌ای در فیلم دوم تیادالما به جک می‌گوید که او قطب نما را به جک داده‌است.